# Muntanyes Nilgiri
Els Nilgiris o més correctament muntanyes Nilgiri (tamil: நீலகிரி; badaga: நீலகி:ரி o Ni:lagiri; malayalam: നീലഗിരി, canarès: ನೀಲಗಿರಿ; literalment Muntanyes Blaves, anglès Nilgiri Hills) són una serralada muntanyosa amb almenys 24 pics de més de dos mil metres, a l'oest de Tamil Nadu prop de Karnataka i Kerala, part dels Ghats Occidentals. Estan separats de l'altiplà de Karnataka al nord pel riu Miyar, i de les muntanyes Anaimalai i muntanyes Palni al sud, pel Palghat Gap. El districte de Nilgiris de Tamil Nadu està en aquestes muntanyes. La superfície s'estima en 2.479 km².

## Població
Els pobles aborígens de les muntanyes són: todes, badagues, kotes, kurumbes i irules.

## Exploració
Els primers europeus que hi van arribar foren religiosos portuguesos dirigits pel pare Jerònim Ferreiri el 1602 buscant un grup de cristians perduts. El 1809 foren creuades pel doctor Ford i el capità Bevan, amb alguns pioners i després pel coronel Monson, per fer un mapa. Posteriors expedicions foren la de Keys (1814) i la de John Sullivan el 1819. Aquest darrer va construir la primera casa el 1822 (coneguda com a Stonehouse); la seva esposa fou la primera dona que va estar a les muntanyes el 1823.

## Llista de pics
| No. | Nom local         | Altura en metres | Nom anglès      | Localització                                         |
| --- | ----------------- | ---------------- | --------------- | ---------------------------------------------------- |
| 1   | Anginda peak      | 2383             |                 | 11° 12′ 26″ N, 76° 27′ 51″ E / 11.20722°N,76.46417°E |
| 2   | Chinna Doddabetta | 2392             |                 |                                                      |
| 3   | C                 | 2448             | Club Hill       |                                                      |
| 4   | Coonoor Betta     | 2101             | Teneriffe       |                                                      |
| 5   | Derbetta          | 2531             | Bear Hill       |                                                      |
| 6   | Devashola         | 2261             |                 |                                                      |
| 7   | Dimhatti Hill     | 1788             |                 | 11° 26′ N, 76° 01′ E / 11.433°N,76.017°E             |
| 8   | Doddabetta Peak   | 2637             |                 | 11° 24′ 10″ N, 76° 44′ 14″ E / 11.40278°N,76.73722°E |
| 9   | D                 |                  | Dolphin's Nose  | 11° 22′ N, 76° 54′ E / 11.367°N,76.900°E             |
| 10  | E                 | 2466             | Elk Hill        | 11° 23′ 55″ N, 76° 42′ 39″ E / 11.39861°N,76.71083°E |
| 11  | Glulur hill       | 1148             |                 | 11° 28′ N, 76° 45′ E / 11.467°N,76.750°E             |
| 12  | Gulkal Malai      | 2468             |                 | 11° 14′ 47″ N, 76° 28′ 1″ E / 11.24639°N,76.46694°E  |
| 13  | Hadiabetta Hill   | 1155             |                 |                                                      |
| 14  | Hecuba            | 2375             |                 |                                                      |
| 15  | Hullikal Durg     | 0562             | Tiger Rock Fort | 11° 19′ N, 76° 53′ E / 11.317°N,76.883°E             |
| 16  | I                 |                  | Ibex Hill       | 11° 27′ N, 76° 35′ E / 11.450°N,76.583°E             |
| 17  | Kattadadu         | 2418             |                 |                                                      |
| 18  | Kolaribetta       | 2625             |                 |                                                      |
| 19  | Kolibetta         | 2494             |                 |                                                      |
| 20  | Konabetta         | 2066             | Sigur Peak.     | 11° 30′ N, 76° 46′ E / 11.500°N,76.767°E             |
| 21  | Koodal Betta      | 2183             | Echoing rock    | 11° 28′ N, 76° 50′ E / 11.467°N,76.833°E             |
| 22  | Kudikkadu         | 2590             | Avalanche Hill  |                                                      |
| 23  | Kulakombai        | 1707             |                 |                                                      |
| 24  | Kulkudi           | 2439             |                 |                                                      |
| 25  | Kundah Betta      | 1998             |                 | 11° 07′ N, 76° 43′ E / 11.117°N,76.717°E             |
| 26  | Kundah Mugi       | 2344             |                 | 11° 24′ N, 76° 51′ E / 11.400°N,76.850°E             |
| 27  | Muttunadu Betta   | 2323             |                 |                                                      |
| 28  | Mukurthi Peak     | 2554             |                 | 11° 23′ 29″ N, 76° 31′ 38″ E / 11.39139°N,76.52722°E |
| 29  | Maruppanmudi hill | 1528             |                 | 11° 31′ N, 76° 27′ E / 11.517°N,76.450°E             |
| 30  | Nadugani Peak     | 2320             |                 | 11° 13′ 48″ N, 76° 27′ 37″ E / 11.23000°N,76.46028°E |
| 31  | N                 | 1438             | Needle Rock     |                                                      |
| 32  | Nilgiri Peak      | 2474             |                 | 11° 24′ 0″ N, 76° 30′ 4″ E / 11.40000°N,76.50111°E   |
| 33  | Pichalbetta       | 2544             |                 |                                                      |
| 34  | R                 | 2248             | Rallia Hill     | 11° 25′ N, 76° 53′ E / 11.417°N,76.883°E             |
| 35  | S                 | 2530             | Snowdon         | 11° 25′ 27″ N, 76° 43′ 45″ E / 11.42417°N,76.72917°E |
| 36  | Tamrabetta        | 2120             | Coppery Hill    |                                                      |
| 37  | Vellangiri        | 2120             | Silvery Hill    |                                                      |

Altres pics:
- Rangaswami.
- Kilkotagiri Bettu.